# Simona Novara
Simona Novara (Lucca, 28 novembre 1972) è un'ex sciatrice alpina italiana.

## Biografia
Attiva dal 1990, fece parte della squadra B della nazionale italiana dal 1992 al 1995, gareggiando prevalentemente in Coppa Europa dove conquistò vari podi; il 25 febbraio 1995 disputò la sua ultima gara di Coppa del Mondo, a Maribor in slalom gigante senza completare la prova. Dal 1996 al 1998 gareggiò in Nordamerica: in Nor-Am Cup esordì l'11 marzo 1996 a Mont-Sainte-Marie in slalom speciale, senza completare la prova, ottenne l'unico podio il giorno successivo nella medesima località in slalom gigante (3ª) e prese per l'ultima volta il via il 3 aprile seguente a Mount Bachelor in slalom speciale, senza completare la prova. Si ritirò al termine della stagione 1996-1997 e la sua ultima gara fu uno slalom gigante FIS disputato il 7 aprile a Mammoth Mountain; non prese parte a rassegne olimpiche o iridate.

## Palmarès

### Coppa Europa
- Vari podi[1]

### Nor-Am Cup
- 1 podio:
  - 1 terzo posto

### Campionati italiani
- 1 medaglia[2]:
  - 1 bronzo (slalom gigante nel 1992)